# Дискография на Лия
Дискографията на българската попфолк изпълнителка Лия се състои от 8 студийни албума, един от които е дуетен с Кондьо и 38 видеоклипа в периода 1994 – 2021 година. През годините след напускането на Ара-Аудио видео Лия записва няколко песни като самопродуциращ изпълнител.

## Албуми

### Студийни албуми
| Заглавие                            | Детайли за албума                                                  | Траклист |
| ----------------------------------- | ------------------------------------------------------------------ | --- |
| „Специална жена“                    | - Издаден: 1996 - Издател: Ара Аудио-видео - Формат: MC            | - Любов на шега - Специална жена - За теб, мамо - Огън в огън - Грешник - Уморих се от теб - Бродница - Робиня - Само с теб - Китара без душа |
| „Аз искам така“                     | - Издаден: 1998 - Издател: Ара Аудио-видео - Формат: MC            | - Искра любов - Екзотичен сън - Имам те, имаш ме - Снежанка - Аз искам така - Късно е - Не се сбогува - Нима е грях |
| „Бонбон“                            | - Издаден: 1999 - Издател: Ара Аудио-видео - Формат: MC, CD        | - Ще те мачка валяка - На море (Туй, онуй) - Бонбон (дует с Влади Априлов) - Две посоки - Дяволска магия - Няма те - Фатална жена - Спри сърце - Черна птица - Искай ми сърцето - Да спреш мига - Чакай малко                                                                            |
| „Ще те мачка“                       | - Издаден: 2000 - Издател: Ара Аудио-видео - Формат: MC, CD        | - По-по-най - Митничарю - Ще те мачка - Не е грях - Добре дошли, приятели - Обич за обич - Съдба - Моля те, иди си - Късно е - Вярата в любовта - Загубих те (дует с Кондьо) - Пламенна жена                                                                                             |
| „Завинаги заедно“ (дуетен с Кондьо) | - Издаден: 2000 - Издател: Ара Аудио-видео - Формат: MC, CD        | - Единствена нощ - От нищо нещо - Жива обич (Само теб) - Спомен - Загубих те - Защо да живеем в самота - Иди си ти - Благодаря на Бога - Обич за двама - Ако има в живота рай - 2 000 000 долара - Моя радост, мое злато                                                                 |
| „Дяволски чаровник“                 | - Издаден: 2001 - Издател: Ара Аудио-видео - Формат: MC, CD        | - Щеката - Дяволски чаровник - Футболна любов - Любовта е - Хубаво момиче - Виновно сърце - Динамит жена - Душа на скитник (дует с Кондьо) - Сянка - Време за мъже - Сладки грехове - Ти замина                                                                                          |
| „Блясък и лъжи“                     | - Издаден: 2003 - Издател: Ара Аудио-видео - Формат: MC, CD        | - Бог си - Влюбена душа - Спри се - Мога сама - Стълба към небето - Блясък и лъжи - Скитаща душа - Старата любов ръжда не хваща - За теб - Сто жени - Утро след любовна нощ (ремикс) - Само с теб - Жадувана любов                                                                       |
| „Това остава“                       | - Издаден: 2021 - Продуцент: Емилия Божкова Парушкова - Формат: CD | - По-добре никога - Сини очи - Плащам си - Душа в две тела - Прекрасен ден - Дар от Бога - Влюбена в морето - Раздяла на брега - Аз и ти - Това остава - Мога и след теб - Отлитат птиците - Плащам си – инструментал - Влюбена в морето – инструментал - Мога и след теб – инструментал |
| „Българка“                          | - Издаден: 2024 - Продуцент: Емилия Божкова Парушкова - Формат: CD | - Българка - Откакто те нема - Душо на моята душа - Мое слънце - Капка любов - Песен за мама и татко - Имам се що сакаш - На чешмата |

## Песни извън албуми
- Майчин грях (1994)
- Моите сълзи (1995)
- Дяволски очи (1997)
- Пленница (1997)
- Прости ми (1998)
- Ези-тура (1998)
- Не казвай либе (дует с Кондьо) (2001)
- Проклет да биде (2001)
- Утро след любовна нощ (2001)
- Илинден (2002)
- Една любов (дует с Кондьо) (2002)
- Коледа е (с Луна и Джина Стоева) (2002)
- Любовен свят (2004)
- Мъж-мечта (2005)
- Красиво (2006)
- Коледа е (дует с Луна) (2013)
- Новогодишно желание (дует с дъщеря ѝ Лия) (2017)
- Лятна история (2019)

## Видеоклипове

### Поп-фолк видеоклипове
| Видеоклип                | Премиера   | Албум                       | Режисьор                        |
| ------------------------ | ---------- | --------------------------- | ------------------------------- |
| Любов на шега            | 1996       | Специална жена              |                                 |
| Бродница                 | 1996       | Специална жена              |                                 |
| Китара без душа          | 1996       | Специална жена              |                                 |
| Искра любов              | 1997       | Аз искам така               |                                 |
| Прости ми                | 1998       | –                           |                                 |
| Две посоки               | 1999       | Бонбон                      |                                 |
| На море (Туй, онуй)      | 1999       | Бонбон                      |                                 |
| Ще те мачка валяка       | 1999       | Бонбон                      | Стилиян Иванов                  |
| Чакай малко              | 1999       | Бонбон                      |                                 |
| По-по-най                | 2000       | Ще те мачка                 | Стилиян Иванов                  |
| Не е грях                | 2000       | Ще те мачка                 | Стилиян Иванов                  |
| Ще те мачка              | 2000       | Ще те мачка                 | Стилиян Иванов                  |
| Митничарю                | 2000       | Ще те мачка                 | Стефан Савов                    |
| Защо да живеем в самота  | 2000       | Завинаги заедно             | Стилиян Иванов                  |
| Загубих те               | 2000       | Ще те мачка/Завинаги заедно | Стефан Савов                    |
| Единствена нощ           | 2000       | Завинаги заедно             | Стилиян Иванов                  |
| От нищо нещо             | 2001       | Завинаги заедно             |                                 |
| Дяволски чаровник        | 2001       | Дяволски чаровник           | Дима Делчева/Зорница Кърджилова |
| Щеката                   | 2001       | Дяволски чаровник           |                                 |
| Виновно сърце            | 2002       | Дяволски чаровник           |                                 |
| Стълба към небето        | 2002       | Блясък и лъжи               |                                 |
| Една любов               | 2002       | –                           |                                 |
| Спри се                  | 2003       | Блясък и лъжи               |                                 |
| Скитаща душа             | 2003       | Блясък и лъжи               |                                 |
| Бог си                   | 2003       | Блясък и лъжи               |                                 |
| Мъж-мечта                | 2005       | –                           |                                 |
| Красиво                  | 2006       | –                           |                                 |
| За теб (Душа в две тела) | 2006       | Това остава                 |                                 |
| Коледа е                 | 15.12.2013 | –                           | Николай Скерлев                 |
| Новогодишно желание      | 17.12.2017 | –                           | Николай Скерлев                 |
| Лятна история            | 21.06.2019 | –                           | Николай Скерлев                 |
| Сини очи                 | 10.10.2019 | Това остава                 | Николай Скерлев                 |
| Плащам си                | 14.06.2021 | Това остава                 | Николай Скерлев                 |
| Отлитат птиците          | 21.11.2021 | Това остава                 | Николай Скерлев                 |
| Аз и ти                  | 12.07.2022 | Това остава                 | Николай Скерлев                 |
| Влюбена в морето         | 10.09.2022 | Това остава                 | Николай Скерлев                 |

### Фолклорни видеоклипове
| Видеоклип          | Премиера   | Режисьор        |
| ------------------ | ---------- | --------------- |
| Моите сълзи        | 1995       |                 |
| Душо на моята душа | 26.11.2023 | Николай Скерлев |
| Българка           | 08.03.2024 | Николай Скерлев |